# سيدي يوسف بن أحمد
سيدي يوسف بن أحمد هي قرية مغربية تنتمي لإقليم صفرو، جنوبي مدينة فاس. تضم هذه البلدة 11.292 ساكنا حسب إحصاء سبتمبر 2004.